# یواس‌اس ایندیاناپلیس: مردان دلیر
یو اس اس ایندیاناپلیس: مردان دلیر (انگلیسی: USS Indianapolis: Men of Courage) فیلمی جنگی اکشن-ماجراجویی آمریکایی به کارگردانی ماریو فن پیبلز و محصول سال ۲۰۱۶ است. فیلمنامه آن را کم کنون و ریچارد ریوندا دل کاسترو نوشته‌اند. از بازیگران آن می‌توان به نیکلاس کیج، تام سایزمور، توماس جین، مت لانتر، برایان پریسلی و کودی واکر اشاره کرد.